# واتن
واتن (بالإنجليزية: Whatton) هي قرية في مقاطعة نوتنغهامشير الإنجليزية تقع في (بالإنجليزية: Vale of Belvoir) على الضفة الجنوبية لنهر سميت عدد سكان القرية بلغ 781 في إحصاء 2001. يوجد بها برج لطاحونة شيد عام 1820.